# مقاطعة (مقاطعة كلاردشت)
مقاطعة (بالفارسية: شهرستان) هي قرية تقع في قسم بيرون‌بشم الريفي (مقاطعة كلاردشت) في إيران. يقدر عدد سكانها بـ 226 نسمة بحسب إحصاء 2016.